# Mától kezdve lövünk

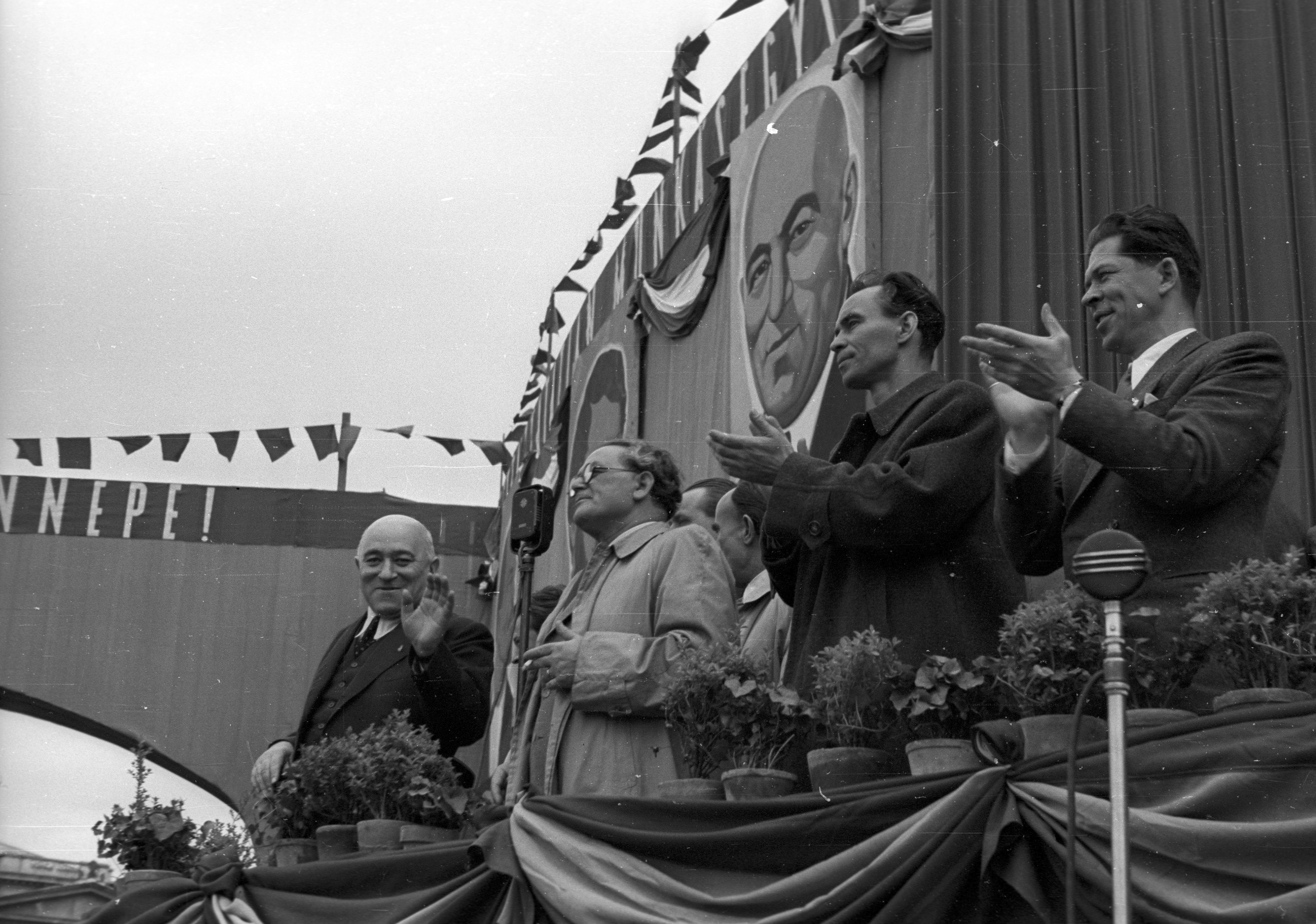
1947. május 1-i ünnepség Budapesten a Hősök terén. A tribünön elől balról Rákosi Mátyás, Szakasits Árpád, Rajk László, Marosán György

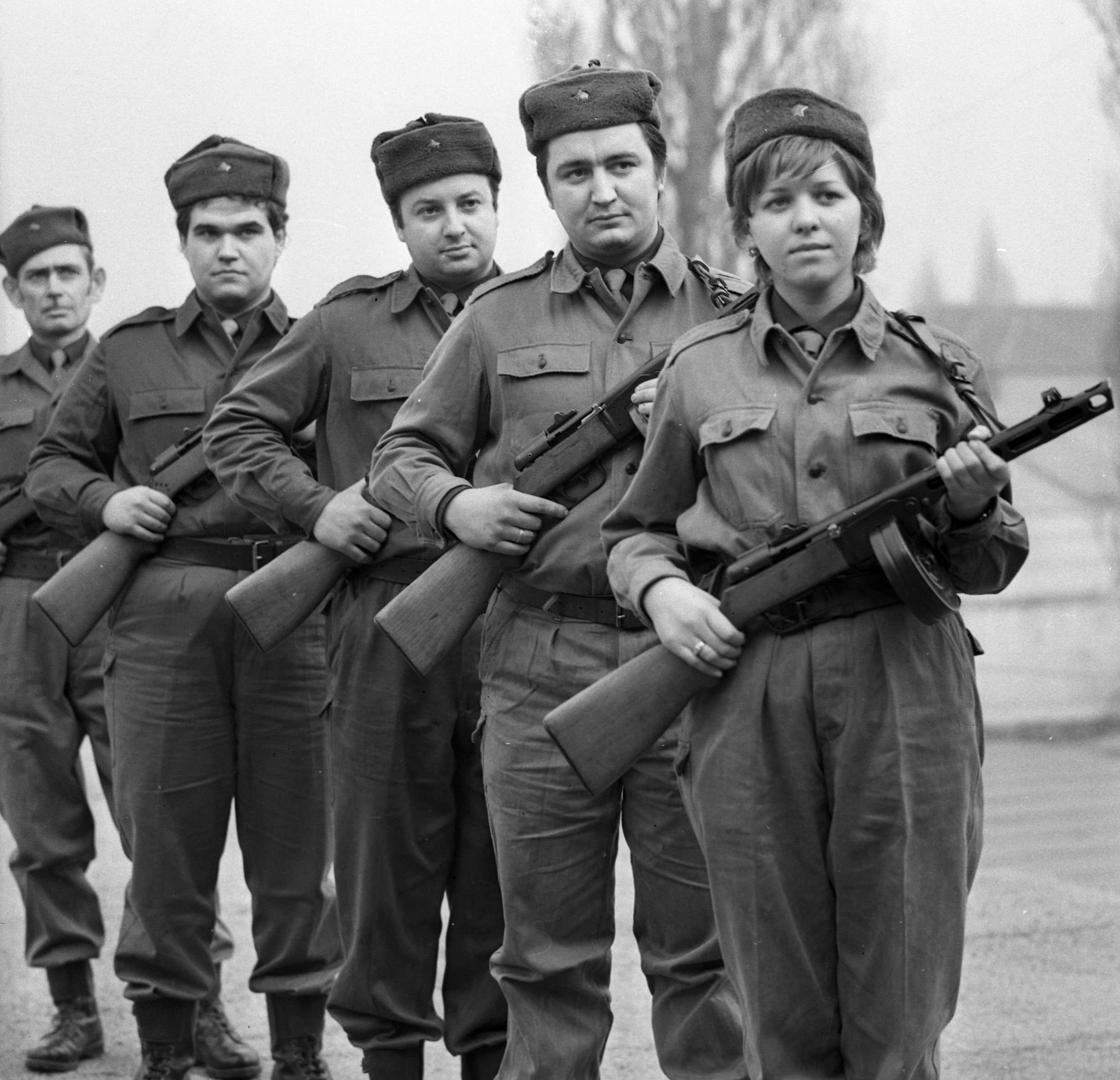
Munkásőrök sorakoznak a vastag csőköpennyel ellátott, csigatáras PPS–41 géppisztolyaikkal (1972)

„Mától kezdve lövünk.” Marosán György kommunista politikus híres-hírhedt mondata volt 1956. december 8-án reggel, amellyel azt jelentette be: új szakaszába lépett a szovjet csapatok segítségével restaurált kommunista rezsim politikája a tömeggyűlésekkel szemben.
Marosán György a Steigerwald Ottó vezette munkástanács küldöttségnek mondta ezt, miután az nem volt hajlandó teljesíteni a Kádár-kormány követeléseit. Salgótarjánban, ahol két munkástanácsi vezető letartóztatása nyomán robbant ki konfliktus, néhány óra múlva már folyt a vér. Máig tisztázatlanok maradtak a vérengzés pontos körülményei.
A mondat öt héttel azután hangzott el, hogy leverték az 1956-os forradalmat, amelynek utóvédharcai az önszerveződő munkástanácsok tevékenysége és tüntetések formájában még ekkor is folytak. A megmozdulások elfojtására szervezte meg Kádár János kormánya a „pufajkások” néven hírhedtté vált karhatalmat és a Munkásőrséget.
Marosán mondatának elhangzását követően immár a hivatalos politika részeként megindult a sortüzek sorozata, amelyek során Budapesten és a vidéki városokban több száz polgári lakos – férfiak, nők és gyermekek – vesztette életét. Ezek felelőseit a kommunista rendszer bukása után sem büntették meg.
Még Marosán bejelentésének napján sortüzek dördültek el Salgótarjánban, amelyek 131 ember életét oltották ki. (Előző nap már Tatabányán és két nappal korábban Budapesten, a Nyugati pályaudvarnál is a tömegbe lőttek.) Sortüzek a forradalom alatt is voltak, Nagy Imre kormányai azonban fegyverszünetet kötöttek a szovjetek és az ávósok ellen harcoló civil tüntetőkkel. A Marosán-mondat azért jelentett fordulatot, mert a Kádár-kormány a szovjetek november 4-ei bevonulását és a harcok elcsitulását követően először ígéretek özönével és a lehetséges politikai ellenfelek ellehetetlenítésével igyekezett konszolidálni a kommunista rendszert.
A salgótarjáni sortüzet követő napokban a tömegbe lőttek Miskolcon, Egerben, Gyomán, Kevermesen, Gyulán, Zalaegerszegen és Hódmezővásárhelyen.
A Marosán-mondatot választotta az 1956-os sortüzekről írt közös könyve címéül Kahler Frigyes és M. Kiss Sándor. 

## Külső hivatkozások
- A salgótarjáni gyilkosok ma is büntetlenek Archiválva 2007. március 11-i dátummal a Wayback Machine-ben